# Garcia Jofre de Loaisa
Garcia Jofre de Loaisa také Loaysa (1485? Ciudad Real – 30. července 1526 Tichý oceán) byl španělský mořeplavec. V červenci roku 1525 byl vyslán se sedmi loděmi, aby opakoval plavbu Fernão de Magalhãese.

## Cesta kolem světa

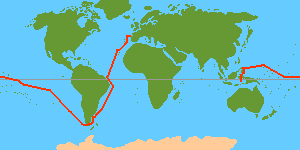
Loaisasova výprava

Na cestu se s ním vydal také Juan Sebastián Elcano, mořeplavec, který jako první v roce 1522 dokončil plavbu kolem světa. I tentokrát Elcano zastával funkci hlavního navigátora. Loaisa se vydal západním směrem. Po proplutí Magellanova průlivu bylo loďstvo v bouři rozptýleno, některé lodě ztroskotaly. Jedna loď plula na sever do Mexika podél Jihoamerického pobřeží, čímž byl určen rozsah tohoto kontinentu, o němž se domnívali, že se táhne mnohem víc na západ. Plavbu přes Tichý oceán dokončila jen Loaisova loď, která objevila ostrov Taona v Marshallových ostrovech a přes Mariany (Landrony) a Mindanao se 1. ledna 1527 dostala k ostrovu Tidore na Molukách. Sám Loaisa však už s nimi nebyl, zemřel krátce po překročení rovníku. Zbytek posádky byl na ostrově Tidore zajat Portugalci. Vysvobodil je až španělský mořeplavec a bratranec Hernána Cortése, Álvaro de Saavedra Céron.
Geografický přínos samotného Loaisy nebyl velký, významná byla plavba jedné z jeho lodí podél západního pobřeží Jižní Ameriky.